# Ludo Martens
Ludo Martens (Torhout, 12 maart 1946 – 5 juni 2011) was een Belgisch links activist, stichter van de Partij Van De Arbeid (PVDA) en auteur van diverse werken over communisme en Centraal-Afrika.

## Biografie

### Jeugd
Martens was de oudste van een gezin van zes kinderen (twee jongens en vier meisjes). Zijn vader was meubelmaker en had samen met zijn broers een meubelfabriek die failliet ging. Vader Martens kwam vervolgens aan de kost als meubelverkoper.
Zijn studieloopbaan begon Martens aan het Sint-Jozefcollege in Torhout. Na vier jaar als internaatscholier werd hij van school verwijderd, waarna hij zijn middelbaar onderwijs voltooide in het Sint-Jozefcollege van Tielt waar hij met zijn latere partijgenoot Hubert Hedebouw, later vader van PVDA-voorman Raoul Hedebouw, in de klas zat. Hubert Berten Hedebouw was niet de enige schoolgenoot die Martens naar de PVDA zou volgen. Toen Martens de derde Latijnse van de humaniora deed, zat in het laatste jaar van dezelfde school de latere PVDA-advocaat Dirk Ramboer.

### Kritiesin de studentenbeweging
Oorspronkelijk zag het ernaar uit dat Martens als Vlaamsgezind actievoerder door het leven zou gaan. Zo nam hij als lid van de KSA deel aan de IJzerbedevaart, zat hij in de leiding van de ABN-kernen, een vereniging die in het middelbaar onderwijs het Algemeen Beschaafd Nederlands propageerde, en was hij hoofdredacteur van het ABN-blad. Aan de Katholieke Universiteit Leuven was hij actief in het Katholiek Vlaams Hoogstudentenverbond (KVHV). Zo tekende hij samen met Jozef Dauwe, Jan Veestraeten, Paul Goossens, Jos Gansemans, Vic Engelbeen, Herwig Lerouge, René De Preter, Ludo Candries en Fred Dierickx voor de huur van het Leuvense KVHV-huis in de Krakenstraat 13 en werd hij hoofdredacteur van het KVHV-ledenblad Ons Leven.
Tijdens het academiejaar 1966-'67 nam de carrière van Martens een - voor de universiteit in die dagen - onverwachte wending. Vanaf december 1966 uitte hij samen met Walter De Bock in Ons Leven kritiek op het erg traditionele en naar hun mening bekrompen studentenleven. Ze waren hevig gekant tegen de conservatieve stroming die steeds de leiding had binnen het katholieke en Vlaams-nationalistische KVHV. Hij stichtte daarom – binnen het KVHV – de studentenvakbeweging (SVB) als emanatie van een groeiende progressieve stroming aan de universiteit, die een nieuwe tijdgeest in de brede samenleving aanvoelde. Naast Martens waren toen onder anderen Mark Franco en Jan Van Holm actief in de SVB.
Deze interne oppositie was echter een kort leven beschoren. Op 3 februari 1967 verscheen het beruchte “seksnummer” van Ons Leven (nr. 18) met Martens als hoofdredacteur. Hierin werd het ideologisch fundament van de studentenvakbeweging uitgelegd, maar dit ging volledig verloren door twee artikels waarin de katholieke geestelijkheid van pedofilie werd beschuldigd. Dit laatste greep de universitaire overheid, in de aanloop naar de woelige januari-maand van 1968 voor Leuven en eigenlijk in heel het land, aan om Martens te verbieden om het academiejaar 1967-'68 in Leuven verder te studeren. Bovendien werd hem verboden om nog te publiceren over zaken die afweken van de christelijke ethiek.

### Linkse studentenbeweging
Martens nam daarop ontslag als hoofdredacteur van Ons Leven en werd opgevolgd door Paul Goossens. Ook binnen het KVHV kreeg Martens en samen met hem de SVB heel wat kritiek te verduren. De zelfstandige SVB bleef echter actief binnen het KVHV en kon nog steeds beschikken over Ons Leven. Het zou duren tot 5 juni van datzelfde jaar voor de SVB onder druk van het traditioneel Vlaamsgezinde en conservatieve deel van het KVHV helemaal zou worden uitgesloten.
Door deelname aan een internationaal congres van de linkse Duitse studentenbond SDS in de zomer van 1967 in Berlijn, kwamen Martens en zijn medestanders in contact met adepten van Karl Marx, Lenin en Mao Tse Toeng. Hierna groeide binnen de SVB belangstelling voor het wetenschappelijk socialisme en het verruimen van de blik van de studerende jeugd naar de arbeiderswereld. Een vaak gehoorde slogan in die tijd luidde: ‘Arbeiders-Studenten: Eén Front!’.
In de zomer van 1968, na de acties voor Leuven Vlaams, begon de SVB onder invloed van Martens met het bestuderen van twee werken van Lenin: Wat te doen? (uit 1902) en Staat en Revolutie (1917). Ook het Rode Boekje, een verzameling citaten van voorzitter Mao, speelde een steeds belangrijker rol als leidraad voor de beweging. Deze linkse radicalisering van de SVB leidde ertoe dat een aantal bekende SVB-ers en studenten de SVB de rug toekeerde. Zij weigerden de in hun ogen erg dogmatische en tactisch moeilijk hanteerbare koers te volgen die Martens had ingezet.
Omdat hij verbod had gekregen om nog langer aan de universiteit van Leuven te studeren, ging Ludo Martens naar de Rijksuniversiteit Gent, waar hij de leiding nam over een groep studenten die daar in de Maartbeweging van 1969 ontstond. Net als in Leuven bestudeerden studenten van de Gentse universiteit onder leiding van Martens in de zomer van 1969 het marxisme (onder andere Das Kapital van Marx). Uit deze studiegroep ontstond de Gentse Studentenbeweging. Tot de oprichters van deze groep behoorden onder anderen ook Renaat Willockx en Bob Roeck.

### Studenten en arbeiders
Op 4 januari 1970 brak in Limburg, na het afspringen van cao-onderhandelingen, een spontane, 6 weken durende wilde staking uit onder de 25.000 mijnwerkers. Hier kregen de SVB en de GSB een eerste kans om de opgedane marxistisch-leninistische theorie te toetsen aan de Belgische realiteit. De staking werd niet gesteund door de vakbonden, die bleven oproepen om eerst het werk te hervatten en daarna opnieuw te onderhandelen.
Op 8 januari werd Mijnwerkersmacht boven de doopvont gehouden, naast en ook wel tegen het Permanent Comité van het Kempisch Bekken, waar vooral Volksunie-gezinde elementen invloed hadden. Als woordvoerder en boegbeeld van Mijnwerkersmacht fungeerde onder meer student psychologie Kris Hertogen, zoon van een toenmalig vooraanstaand ACV-kaderlid uit Hasselt, maar als ideologische leider en mentor hield Ludo Martens de touwtjes stevig in handen. Naast politiek geschoolde studenten die de acties leidden en organiseerden bestond Mijnwerkersmacht vooral uit jonge mijnwerkers en sociaal voelende studenten die geen eigenlijke binding hadden met de SVB of GSB.
Enkele dagen later ging ook de toen 8.000 werknemers tellende Ford-fabriek in Genk in staking, waar uitzonderlijk veel en harde repressie tegen actieve stakers werd uitgeoefend door de rijkswacht en de beruchte knokploeg, vooral bestaande uit Ford-kaderleden. Deze sociale onrust in het anders zo brave Limburg werd de aanzet naar een lange reeks wilde stakingen in heel het land, steeds geleid door spontaan opgerichte stakingscomités naast - en vaak tegen - de traditionele vakbonden, die meestal niet bereid bleken de staking te steunen, laat staan te organiseren.
Binnen Mijnwerkersmacht ontstond al snel discussie over de te volgen weg. Twee richtingen tekenden zich af: enerzijds degenen die het maar logisch vonden arbeiderscomités verder te ondersteunen of op te richten, die op den duur zouden kunnen uitgroeien tot een nieuwe strijdbare vakbeweging. Anderzijds waren er de studenten die een embryonale leninistische partij wilden stichten rond een eigen blad.
Tot de eerste groep behoorden onder anderen Hubert Berten Hedebouw, de voormalige klasgenoot van Ludo Martens en Renaat Willockx, de medeoprichter van de Gentse Studentenbeweging. De tweede groep, die het uiteindelijk zou halen, stond onder leiding van Ludo Martens. AMADA is dan ook opgericht als een centralistisch geleide organisatie, een politieke partij in opbouw. Desondanks bleef de partij toch vooral actief in de syndicale strijd in diverse grote en kleinere bedrijven. Deelname aan verkiezingen en parlementaire democratie werden in het begin afgewezen als zijnde bourgeois, enkele jaren later kwam de beweging daar langzamerhand op terug. Universiteitsstudenten werden aangemoedigd om hun studie te staken en als ongeschoold arbeider te gaan werken in bedrijven. Leden van Amada gingen er -mede gezien de tijdsgeest- van uit dat een revolutie niet meer ver af kon zijn.
Leden van AMADA hebben in de jaren zeventig actief meegewerkt aan initiatieven als het Groot Arbeiders Komité (GAK) van Jef Sleeckx uit Balen, die strijdbare mensen uit het land wilde verenigen en waarvoor "Amadezen" politiserende intenties hadden die niet werden begrepen of waar mensen niets voor voelden.

### Voorzitter van de nieuwekommunistiesepartij
Vanaf het begin was Ludo Martens de onbetwiste ideologische leider, die om tactische redenen weinig op de voorgrond trad. Zijn charismatische naam als succesvol studentenleider verbleekte echter met de jaren, samen met het prestige van de door hem geleide partij, die in 1979 formeel als PVDA werd gesticht.

Martens' leiderschap is heel die tijd nooit ernstig ter discussie gesteld. Hij hanteerde zeer strikt de politieke theorie van de verschillende communistische revoluties als richtsnoer voor de praktijk en liet daarbij zelden of nooit politieke speelruimte voor nuances en andere zienswijzen. Dit leidde tot frustratie, achterdocht, persoonlijke tegenstellingen en afrekeningen, regelmatig haakten militanten af. Ook andere linkse stromingen - trotskisme, anarchisme - werden niet geduld binnen de rangen van beweging en partij en in geschriften geanalyseerd en veroordeeld. Over Leo Trotski schreef hij bijvoorbeeld:

Trotsky was een burgerlijke arrivist die zich in de Bolsjewistische Partij had binnengewerkt. ... Hij wilde de revolutie gebruiken om aan de "top" te geraken en te heersen ....
Tegelijk steunde hij Mao voluit. Zijn partij prees zichzelf aan als de enige ware kommunistiese partij, gewapend met het revolutionaire en onoverwinnelijke marxisme-leninisme.
AMADA kon in de jaren zeventig nog wegen op de Belgische politieke actualiteit: thema's rond volksgezondheid (ontstaan van Geneeskunde voor het Volk, strijd tegen de Orde van geneesheren), jongeren-mobilisaties (tegen de legerhervormingen van minister Paul Vanden Boeynants), stakingen in verschillende grote bedrijven (onder meer de Antwerpse havenstaking in 1973) en invloed in oppositionele en kritische vakbondsmiddens (bij de Boelwerf in Temse).
De pro-China-koers kwam officieel nooit onder druk te staan, noch door de verschrikkingen van de Culturele Revolutie zoals onthuld door Simon Leys (1971) en anderen, noch door het einde van de Vietnamoorlog in 1975, noch door het bekend worden van de zware ontsporingen tijdens het bewind van de Rode Khmer in Cambodja (1975-1979). Ze werd wèl verlaten toen Deng Xiaoping in China het roer overnam (1977) en in de jaren tachtig de economische koers verlegde naar een snelle kapitalistische ontwikkeling.

In 1992 nam Ludo Martens het voortouw voor een Internationaal Communistisch Congres, jaarlijks in mei, in Brussel, waaraan 150 partijen en organisaties deelnamen. Hij wilde hiermee proberen de communistische beweging op één lijn te krijgen. Een citaat van hem uit 1995:

Today, as a result of the restoration of capitalism under Gorbachov, the "pro-Soviet" tendency crumbled into innumerable tendencies. In the sixties, a "pro-Chinese" tendency emerged but split into various tendencies after Mao's death. There has been a "pro-Albanian" tendency, which also split after the collapse of socialism in Albania, and a so-called "pro-Cuban" tendency, mainly in Latin America. Some parties, finally, maintained an "independent" position vis-a-vis the tendencies mentioned. Whatever one's opinion about the correctness or the necessity of these splits at a certain point in history may be, it is nowadays possible to overcome these divisions and to unite the Marxist-Leninist parties, which are divided in different currents. 
Een congresthema was de basis voor de werkzaamheden, met als voornaamste onderwerpen: arbeidersklasse, revolutie, imperialisme, crisis, oorlogsdreiging. De laatste bijeenkomst had plaats in 2014, de ideologische en politieke evolutie van de PVDA zouden ervoor gezorgd hebben dat de afstand met het congres steeds groter werd. Naar een gelijkaardig jaarlijks treffen, de Internationale Conferentie voor Communistische en Arbeiderspartijen, sinds 1998 gehouden op initiatief van de Griekse communistische partij, blijft de PVDA nog steeds jaarlijks vertegenwoordigers afvaardigen.
Nog in 1992 promootte Martens de revolutie naar het model van Sendero Luminoso in Peru.
In 1994 werd door de aan de PVDA gelieerde uitgeverij EPO het boek "Een andere kijk op Stalin" uitgegeven, waarin Martens Stalin verdedigt tegen burgerlijke leugens over de Grote Zuivering vanaf 1934 en zijn bewind tot aan zijn dood in 1953. Dit boek werd vertaald in het Frans, Engels, Duits en in verschillende andere talen.
In hetzelfde jaar 1994 bezocht Martens de Democratische Volksrepubliek in het noorden van Korea en hield daar en aan het thuisfront een lofzang op de leider Kim Il-sung, die zich gevleid toonde. Hij zou de laatste buitenlander zijn die Kim zou ontvangen vòòr diens overlijden op 8 juli 1994.

### Post-communisme
De val van de regimes in het Oostblok in 1989 werd door Martens beschouwd als een fluwelen contra-revolutie. De Sovjet-Unie met haar satellieten waren door hem in de jaren zeventig nog bestempeld als revisionistisch en "sociaal-imperialistisch" ("sociaal in woorden, imperialistisch in daden"), geleid door de supermacht-politiek van Chroesjtsjov en Brezjnev. Maar na de val van de Berlijnse Muur kwam hij hierop terug: in de ogen van Martens bewees de aanvankelijk "democratischer" koers van Gorbatsjov dat de Sovjet-Unie tòch niet volledig de verkeerde richting was uitgegaan: er was nog steeds een interne strijd mogelijk tussen "echte" communisten en revisionisten, die nog twee kanten had kunnen uitgaan.
De steven werd na het uiteenvallen van de Sovjet-Unie gericht naar het verweesd achtergebleven Cuba ("CHEngetheworld", slogan van PVDA-jongerenorgenisatie COMAC), Noord-Korea en bevrijdingsbewegingen als de New People's Army in de Filipijnen en het Lichtend Pad in Peru.
Het verschrompelen en verdwijnen van marxistisch-leninistische partijen in andere West-Europese landen sinds de dood van Mao Zedong, vooral in de jaren tachtig, werd door de PVDA-leiding ervaren als een zware slag, die het wantrouwen in eigen rangen nog deed stijgen.
De Volksrepubliek China had middels een verklaring duidelijk laten verstaan geen heil meer te zien in een communistische beweging die onderling sterk verdeeld bleef en daardoor nauwelijks politieke slagkracht kon opbouwen. Daarbij werden er in die tijd ook in Europese linkse milieus steeds meer vragen gesteld over de gebeurtenissen en de ware aard van de Oktoberrevolutie in de Sovjet-Unie en de rol die de Partij daarbij en daarna heeft vervuld. De aanwezigheid van een officiële Chinese delegatie als toehoorder op een landelijk congres van de West-Duitse Groenen was als symbolisch gebaar nauwelijks mis te verstaan.
De positieve kwalificatie van Martens en de PVDA van het regime van Saddam Hoessein in Irak in de aanloop naar de Golfoorlogen stuitte op onbegrip en verontwaardiging buiten, maar ook binnen de PVDA.
Op linkse politieke issues die in de jaren tachtig belangrijker werden, zoals de nieuwe vredesbeweging, nucleaire ontwapening, kernenergie, milieuverontreiniging en de sterker wordende roep voor holebi-emancipatie, kwam uit PVDA-hoek geen echt antwoord meer, en het initiatief lag bij andere politieke krachten, met name bij het ecologisme. Ook tijdens de witte marsen in de jaren negentig bleef de partij op de achtergrond.
Langzaam maar zeker veranderde de tijdgeest: er kwam steeds meer individualisering, samen met verdere globalisering van de wereldeconomie, vooral onder invloed van het neoliberalisme.
Bovendien ontstond er na Zwarte Zondag, met de verkiezingsoverwinning van het extreemrechtse Vlaams Blok op 24 november 1991, een sluipende verrechtsing in Vlaanderen. Het door de PVDA opgestarte Objectief 479.917 dat met een uitgebreide petitie gelijke kansen voor Belgen en niet-Belgen eiste, kon daar niet veel aan veranderen. Slogans als "de begeleide terugkeer van (moslim-)vreemdelingen" en Vlaamse onafhankelijkheid veroverden een steeds belangrijker plaats op de politieke agenda. Mede daardoor verschrompelden de invloed en de rol van Ludo Martens en zijn PVDA verder; proteststemmen gingen vanaf toen steeds massaler naar het Vlaams Blok en naar populistisch rechts.
De oproep voor het hanteren van het Nieuw-Zeelandse kiwimodel in de Belgische gezondheidszorg door de arts Dirk Van Duppen kon het tij na 2000 enigszins keren. De gemeenteraadsverkiezingen van 2006 lieten een bescheiden groei zien van de partij, met name in die gemeenten waar groepspraktijken van Geneeskunde voor het Volk actief waren.
In februari 2008 werd bekend dat Ludo Martens ernstig ziek was. Hij werd tijdens het 8ste partijcongres in 2008 opgevolgd als PVDA-voorzitter door Peter Mertens. Tijdens dit congres werd tevens besloten tot een grondige vernieuwing onder het motto : "een principiële maar soepele partij".

### Ex-kolonie
Een van Martens' interessegebieden was Congo, de ex-kolonie van België. Hij schreef verschillende boeken en artikelen over dit land, dat hij een aantal keren had bezocht en waar hij later adviseur was geworden van staatshoofd Laurent-Désiré Kabila. Abo: een vrouw in Congo (1991) is een van de boeken die hij hierover schreef.
Als hevig tegenstander van Mobutu steunde hij ten volle de groep van Laurent-Désiré Kabila, in wie hij een nieuwe Lumumba zag. Martens werd één van Kabila's raadslieden. Vele Congolezen stelden zijn aanwezigheid niet op prijs. Zo liet de Congolese oppositieleider Tshisekedi zich als volgt uit over Martens: ”Hij is een triest geval. Hier in België stelt hij niets voor en in Congo maakt hij het mooie weer. Voor mij is hij een echte racist. Hij denkt dat hij de Congolezen alles kan wijsmaken, alleen maar omdat ze zwart zijn. Ik heb niets dan misprijzen voor die man.” Ludo Martens bleef in Congo tot aan de verkiezingen in 2006. Wegens ziekte was hij verplicht terug te keren naar België waar hij overleed op 5 juni 2011.